# Leo Zehntner
Leo Zehntner (* 19. Dezember 1864 in Reigoldswil; † 3. April 1961 in Liestal), auch Léo Zehntner, war ein Schweizer Entomologe sowie Natur- und Heimatforscher.

## Leben und Werk
Zehntner war der Sohn des Arztes Johann Ulrich Zehntner (1815–1901) und der Rosina geborene Leutwiler.
Zunächst besuchte er die Schule in Reigoldswil, die Bezirksschule Waldenburg und die Gewerbeschule in Basel, die Vorläuferin des heutigen Mathematisch-Naturwissenschaftlichen Gymnasiums. Er begann 1883 sein Studium der Naturwissenschaften in Basel, ab 1887 in Bern, und im Jahre 1888 erhielt er sein Gymnasiallehrerdiplom. Sein Interesse war gering, sich der Schule zu widmen, weshalb er seine wissenschaftlichen Studien fortsetzte und im Jahre 1890 in Zoologie promovierte. Im gleichen Jahr begann er als Assistent des bekannten Entomologen Henri de Saussure am Naturhistorischen Museum in Genf und wurde dessen wissenschaftlicher Mitarbeiter. Er forschte an nutzpflanzenschädigenden Insekten wie Läusen, Motten und Faltern, um durch deren Bekämpfung die landwirtschaftlichen Erträge steigern zu können.

### Zeit auf Java
Ab dem Jahre 1894 arbeitete Zehntner an der im Osten von Java (damals Teil von Niederländisch-Ostindien) gelegenen Untersuchungsstation Pasuruan als Entomologe für die Schädlingsbekämpfung in Zuckerrohrplantagen. Durch seine vielfältigen wissenschaftlichen Veröffentlichungen wurde er 1897 zum korrespondierenden Mitglied der Entomologischen Gesellschaft der Niederlande ernannt. Von 1897 bis 1900 setzte er seine Arbeiten an der Forschungsstation Kagok-Tegal im Westen der Insel Java fort. Während eines längeren Heimaturlaubes nahm er seine frühere Zusammenarbeit mit Henri de Saussure wieder auf und gab Veröffentlichungen zu den Tausendfüssern (Myriapoda) von Madagaskar, Zanzibar und benachbarter Inseln heraus. In Salatiga, im Innern von Java, eröffnete er 1901 eine Kontrollstation zur Untersuchung von Schädlingen in Kakaoplantagen, die 1902 niederbrannte und durch ihn wieder aufgebaut wurde. Für seine Arbeit wurde er mit Instrumenten und Utensilien, die ihm die Stationen Kagok-Tegal und Pasuruan sowie der Botanische Garten in Buitenzorg leihweise zur Verfügung stellten, unterstützt. Die Station konnte so gut ausgerüstet werden, dass ihre Tätigkeit auf weitere Plantagearten ausgedehnt und 1904 schliesslich zur Allgemeinen Untersuchungsstation Salatiga erklärt wurde. Während seines Besuchs in Indonesien führte er wichtige entomologische Studien durch und beschrieb einige neue Arten landwirtschaftlicher Parasiten, hauptsächlich Kokzidien (parasitierende Einzeller), Blattläuse und Hautflügler (Hymenopteren). Bald danach erhielt er einen Ruf nach Brasilien, um die Direktion des Landwirtschaftlichen Instituts von Bahia zu übernehmen.

### Zeit in Brasilien
Zehntners Erfahrungen mit tropischen Nutzpflanzen führten dazu, dass er 1905 als Direktor des neu gegründeten Instituto Agrícola da Bahia (Landwirtschaftsinstitut von Bahia) eingestellt wurde, dessen Funktion der Staat Bahia als Landwirtschafts- und Bergbauschule entwickeln wollte. Er versuchte dort neue Nutzpflanzen zu entwickeln. So brachte er die ersten Criollo-Kakaosetzlinge „aus Ceylon, der Sorte Venezuela und Nicaragua“ mit, die er selbst im Obstgarten des Instituts pflanzte. Aus Mangel an Mitteln und Infrastruktur wurde das Landwirtschaftsinstitut im Jahre 1911 in eine Bundesschule umgewandelt. Von 1912 bis 1916 leitete er die Forstforschungsstation Horto Florestal in Juazeiro im Norden des Bundesstaats Bahia, wo er auch einen Kakteengarten anlegte. Von dort aus leitete er botanische Exkursionen, die es ihm ermöglichten, neue Kakteenarten zu entdecken. Nach Beendigung seines Arbeitsvertrages führte er noch zwei Jahre lang verschiedene botanische Forschungsreisen ins Innere von Bahia durch, wo er Kakteen und weitere Pflanzen studierte. So konnte er acht neue Bäume für die Kautschukgewinnung und fünf neue Kakteenarten entdecken. Er traf 1915 unter anderem auf den Botaniker Joseph Nelson Rose und konnte an der Veröffentlichung von The Cactaceae von Britton & Rose mitwirken, was ihm die Widmung einer Gattung und mehrerer Arten einbrachte. Im Verlauf seiner 26 Tropenjahre hatte er insgesamt 70 wissenschaftliche Publikationen verfasst.

### In der Schweiz
Nach seiner Rückkehr 1920 in die Schweiz befasste sich Zehntner nicht mehr mit der Insektenkunde. Er verbrachte zwei Jahre in Luzern, liess sich danach in seiner Geburtsstadt Reigoldswil nieder und war von 1926 bis 1941 Gemeindepräsident seiner Heimatstadt. 1927 wurde er Landrat, von 1930 bis 1941 war er Erziehungsrat und von 1936 bis 1938 Verfassungsrat des Kantons Basel-Landschaft sowie dessen Alterspräsident. Er war in zahlreichen regionalen Vereinen engagiert, wie dem Burgenverein, dem Tierschutzverein und beim Verkehrs- und Verschönerungsverein Reigoldswil. Bei der Naturforschenden Gesellschaft in Basel war er Ehrenmitglied, bei der Museumsgesellschaft Baselland war er Gründungsmitglied und Präsident. In Liebe mit seiner Heimat verbunden widmete er sich lokalen Forschungen. Durch sein Interesse an der heimischen Pflanzenwelt legte er noch in hohem Lebensalter ein minutiös aufgebautes lokalfloristisches Herbarium an.

## Würdigungen
Die madagassische Tausendfüssergattung Zehntnerobolus erinnert an seinen Namen, ebenso wie Mastodesmus zehntneri und Orthomorpha zehntneri, zwei Tausendfüsserarten, die seinen Namen tragen.
Die Kakteengattung Zehntnerella ist nach seinem Namen benannt, und alle Kakteenarten mit dem spezifischen Beinamen zehntneri, wofür die Kaktusarten Quiabentia zehntneri, Melocactus zehntneri, Discocactus zehntneri oder die Unterart Pilosocereus gounellei ssp. zehntneri beispielhaft genannt seien.

## Trivia
- Im Jahre 1897 benannte Leo Zehntner eine Heuschreckenart nach seinem eigenen Namen: Acridium zehntneri. Er veröffentlichte eine Arbeit über die Schädlinge des Zuckerrohrs, die eine Beschreibung von Acridium zehntneri enthielt, da er glaubte, Hermann August Krauss habe sie bereits veröffentlicht. Da dies nicht der Fall war, benannte Zehntner die Heuschrecke nach sich selbst, was ein Versehen war. Folglich verwendete er diesen Namen 1897 in einer Veröffentlichung zur Aufzählung und Beschreibung der wichtigsten Zuckerrohrschädlinge mit Krauss als Autor, die jedoch vor der formalen Beschreibung durch Krauss erschien und Zehntner zum offiziell anerkannten Autor machte, da die Nomenklaturregeln sich nach der Erstveröffentlichung richten.[16][17]
- Zwei unterschiedliche Blattlausarten, Melanaphis sacchari Zehntner und Melanaphis sorghi Theobald, die im Allgemeinen als Synonyme behandelt und als „Zuckerrohrblattlaus“ bezeichnet werden, sind bis heute (Stand: August 2021) Gegenstand von Forschungen in der Entomologie. Sie wurden um die Wende zum 20. Jahrhundert von Zehntner an Zuckerrohr in Java bzw. von Theobald an Sorghum im Sudan beschrieben. Es konnte bislang jedoch keine vergleichende Studie durchgeführt werden, die diese Synonymie belegt, weil der Brand im Jahre 1902 in der Versuchsstation Salatiga auf Java nicht nur Zehntners Labor zerstörte, sondern auch seine Sammlungen. Da Zehntner seine Typen nicht alle an das Genfer Museum schickte, wurde der 1897 gesammelte Typus von Melanaphis sacchari vermutlich vernichtet und gilt als verschollen.[18]

## Schriften (Auswahl)
- Beiträge zur Entwicklung von Cypselus melba, nebst biologischen und osteologischen Details. (Zugleich Dissertation). In: Archiv für Naturgeschichte. Band 1, Heft 3, Berlin 1890, S. 189–221 (zobodat.at [PDF; 2,8 MB]).
- Crustacés de l'Archipel Malais. In: Revue suisse de Zoologie. Band 2, Kundig, Genf 1894, DOI:10.5962/bhl.part.75134, S. 135–214 (französisch, Online).
- The Sugar-cane Borers of Java. In: L. O. Howard: Some miscellaneous results of the work of the division of entomology. Bulletin No. 10 – New Series. U.S. Department of Agriculture, Division of Entomology, Washington 1898, S. 32–36 (englisch, Online).
- Overzicht van de ziekten van het suikerriet op Java. 2e deel. Vijanden uit het dierenrijk. (deutsch: ‚Übersicht der Zuckerrohrkrankheiten auf Java. 2ter Teil. Feinde aus dem Tierreiche‘). Archief van de Java-Suikerindustrie 1897, Afl. 10, S. 161–163. In: Zeitschrift für Pflanzenkrankheiten. Band 8, Nr. 3, Verlag Eugen Ulmer, 1898, S. 161–163 (Vorschau).
- De Plantenluizen van het suikerriet op Java. (= Mededeelingen van het proefstation voor suikerriet in West-Java "Kagok" te Pekalongan), Nr. 53. H. van Ingen, 1899.
- Estudo sobre as maniçobas do Estado da Bahia, em relação ao problema das seccas. Ministerio da Viação e obras publicas, Inspectoria de Obras Contra as Seccas, Rio de Janeiro 1914.
- Le Cacaoyer dans l'État de Bahia. R. Friedländer & Sohn, Berlin 1914 (französisch). Table des matières (deutsch: ‚Inhaltsverzeichnis‘, französisch).
- Zur Geschichte des Bürtengutes zu Reigoldswil. In: Der Raurascher. 1931, S. 43–46.
- Werkverzeichnis der Publikationen Leo Zehntners. In: XII. Tätigkeitsbericht der Naturforschenden Gesellschaft Baselland. 1939–1941, S. 26–35 (Online).
- Über Mandioca {Manihot esculenta, CRANTZ}. Eine wichtige Nahrungsmittelpflanze der heissen Länder. Mit 10 Textfiguren und 6 Tabellen. In: Tätigkeitsbericht der Naturforschenden Gesellschaft Baselland. Band 13, 1942–1943, S. 101–135.
- Meteorologische Beobachtungen in der Trockenzone Brasiliens. Mit 3 Textfiguren. In: Tätigkeitsbericht der Naturforschenden Gesellschaft Baselland. Band 16, 1946, S. 13–38.
- Mitteilungen über die Arbeiten in einem tropischen Forstgarten. Mit 14 Textfiguren. In: Tätigkeitsbericht der Naturforschenden Gesellschaft Baselland. Band 17, 1947, S. 37–67.
- Zur Stammesgeschichte der Familie Zehntner. Manuskript, Selbstverlag, Reigoldswil 1951.
- Allerlei Erinnerungen aus Reigoldswil aus der Zeit vor 80 und 85 Jahren. In: Baselbieter Heimatblätter. Artikel als Fortsetzungsfolge in den Jahrgängen 1952 bis 1954 veröffentlicht. Verlag Landschäftler A.G., Reigoldswil 1952–1954.
- Aus dem Leben eines Entomologen. Autobiografie. In: Mitteilungen der Schweizerischen Entomologischen Gesellschaft. Band 27, Heft 4, 1954, S. 444–449.
- Über das Gehörn der Kudu-Antilope (Strepsiceos [sic] Kudu). Mit 3 Textfiguren. In: Tätigkeitsbericht der Naturforschenden Gesellschaft Basel-Land. Band 21, 1955–1957, S. 46–49.
- Aus meinem Leben. In: Baselbieter Heimatblätter. 26. Jahrgang, Nr. 3, 1961, S. 41–48 (mit Leo Zehntners Veröffentlichungen 1931–1955 von Paul Suter, S. 48 f.).

mit Henri de Saussure
- Notice Morphologique sur les Gryllotalpiens. In: Revue suisse de Zoologie. Band 2, Nr. 2, Genf 1894.
- Histoire naturelle des blatides et mantides. In: Histoire naturelle des orthoptères. 1e partie. (= Histoire physique, naturelle et politique de Madagascar). Band XXIII. Imprimerie nationale, Paris 1895 (französisch).
- Histoire naturelle des orthoptères. 1895 (französisch) – Natural history of Orthoptera.
- Revision de la tribu des Perisphaeriens. In: Revue suisse de Zoologie. Band 3, Kundig, Genf 1895, DOI:10.5962/bhl.part.37721, S. 1–59 (französisch, Online).
- Histoire physique, naturelle et politique de Madagascar. In: Histoire Naturelle des Myriapodes. Band XXVII. Imprimerie Nationale, Paris 1902 (französisch).
- Biologia Centrali-Americana. In: Insecta. Orthoptera, Band I. 1893–1909 (englisch).
- Myriopoden Aus Madagaskar Und Zanzibar… Reprint der Veröffentlichung aus 1923. Nabu Press, 2012, ISBN 978-1-2737-6750-0.

mit Paul Suter
- Zur Geschichte der Reigoldswiler Allmend. In: Baselbieter Heimatbuch. 2. Auflage. Band 1, Kommissionsverlag Lüdin, Liestal 1963, S. 219–250.